# Alvin och gänget 2
Alvin och gänget 2 (engelsk originaltitel: Alvin and the Chipmunks: The Squeakquel) är en amerikansk spel/animerad film från 2009 som är den andra filmen i Alvin och gänget-serien.  Filmen skapades av Regency Enterprises och Bagdasarian Productions och distribuerades av 20th Century Fox. Den hade premiär i Sverige 25 december 2009. Filmen regisserades av Betty Thomas. En teaser trailer för filmen visades i samband med premiären (22 maj 2009) av filmen Natt på museet 2.

## Handling
Efter att Dave (Jason Lee) råkar ut för en olycka under gängets konsert i Paris och hamnar på sjukhus, får hans yngre brorson Toby (Zachary Levi) ta hand om Alvin, Simon och Theodore. Dave har också ordnat så att de kan gå på West Eastman High och ta en paus från strålkastarljuset. De går med i en musiktävling i hopp om att rädda skolans musikprogram från att avskaffas. I musiktävlingen kan man vinna 25 000 dollar och om West Eastman vinner kan de rädda musikprogrammet, så Alvin och gänget tackar ja. Alvin börjar så småningom umgås med football-spelaren Ryan Edwards (Kevin Schmidt) och hans gäng och börjar strunta i sina bröder och musiktävlingen. Under tiden, hittar Ian Hawke (David Cross), Alvin och gängets elaka före detta manager, tre vackra tjej-ekorrar vid namn Brittany, Jeanette och Eleanor som kallar sig själva "Korretts". När Ian upptäcker att Korretts också kan sjunga övertygar han West Eastmans rektor att ta in dem i musiktävlingen, men eftersom hon redan valt Alvin och gänget får eleverna avgöra vilken grupp det är som ska representera West Eastman. Ju närmare tävlingen blir desto mer inser Alvin, Simon och Theodore att för att vinna tävlingen måste de ge allt de har.

## Rollista (i urval)
- Zachary Levi - Tobin "Toby" Seville
- David Cross - Ian Hawke
- Jason Lee - David "Dave" Seville
- Justin Long - Alvin Seville (röst)
- Matthew Gray Gubler - Simon Seville (röst)
- Jesse McCartney - Theodore Seville (röst)
- Amy Poehler - Eleanor Miller (röst)
- Anna Faris - Jeanette Miller (röst)
- Christina Applegate - Brittany Miller (röst)
- Wendie Malick - Dr. Rubin
- Anjelah Johnson - Julie Ortega
- Kathryn Joosten - Tant Jackie Seville
- Kevin Schmidt - Ryan Edwards
- Chris Warren, Jr. - Xander
- Bridgit Mendler - Becca Kingston
- Brando Eaton - Jeremy Smith
- Sean Astin - Kommentator

## Svenska röster
- Jonas Malmsjö - Tobin "Toby" Seville
- Jakob Stadell - Ian Hawke
- Peter Sjöquist - David "Dave" Seville
- Linus Wahlgren - Alvin Seville
- Kim Sulocki - Simon Seville
- Nick Atkinson - Theodore Seville
- Lina Hedlund - Brittany Miller
- Anna Nordell - Jeannette Miller
- Marie Serneholt - Eleanor Miller
- Annica Smedius - Dr. Rubin
- Lina Hedlund - Julie Ortega
- Irene Lindh - Tant Jackie Seville
- Leo Hallerstam - Ryan Edwards
- Jesper Adefelt - Xander
- Norea Sjöquist - Becca Kingston
- Nick Atkinson - Jeremy Smith
- Henrik Strömblad - Kommentator
- Dick Eriksson - Presentatör